# Peter Meyer (Soziologe)
Peter Meyer (* 1941 in Forbach im Landkreis Rastatt) ist ein deutscher Soziologe, Professor und Autor.

## Leben und Ausbildung
Meyer studierte Soziologie, Psychologie, Wirtschafts- und Sozialgeschichte, Germanistik und Philosophie an der Universität Heidelberg, wo er sein Studium 1968 mit dem Magister artium und 1971 mit der Promotion abschloss. Ab 1970 bis 1980 war er als wissenschaftlicher Mitarbeiter und später Assistent an der Wirtschafts- und Sozialwissenschaftlichen Fakultät der Universität Augsburg tätig, wo er 1982 habilitierte. In den folgenden Jahren übernahm Meyer verschiedene Vertretungsprofessuren.
Mitte der 1990er Jahre hatte er eine Vertretungsprofessur für Soziologie an der Wirtschaftswissenschaftlichen Fakultät der Universität Augsburg inne. Seit 1996 war er dort als wissenschaftlicher Angestellter und außerplanmäßiger Professor tätig.

## Forschung
Meyers Forschungsschwerpunkte liegen in den Bereichen Biosoziologie, Human-Soziobiologie und Anthropologie der Sozialwissenschaften. Vor allem beschäftigt er sich mit den evolutionären Hintergründen von Gewalt in der Gesellschaft.

## Publikationen

### Monografien
- Das Kriegssystem. Zur Entstehung und Bedeutung des Krieges für Individuum und Gesellschaft. Dissertation. Wirtschafts- und Sozialwissenschaftliche Fakultät der Universität Heidelberg. Heidelberg 1971.
- Kriegs- und Militärsoziologie. VS Verlag für Sozialwissenschaften. Wiesbaden 1977, ISBN 978-3-531-11436-1.
- Evolution und Gewalt. Ansätze zu einer bio-soziologischen Synthese. Paul Parey Zeitschriftenverlag. Berlin/Hamburg 1981, ISBN 978-3-489-61134-9.
- Soziobiologie und Soziologie. Eine Einführung in die biologischen Voraussetzungen sozialen Handelns. Luchterhand Literaturverlag. Darmstadt 1982, ISBN 978-3-472-75125-0.
- Menschliche Gesellschaft im Lichte der Zweiten Darwinschen Revolution. Evolutionäre und kulturalistische Deutungen im Widerstreit. Lit Verlag. Münster 2010, ISBN 978-3-643-10815-9.

### Sonstige Schriften (Auswahl)
- Peter Meyer: Grundformen menschlicher Sozialsysteme aus der Perspektive der Evolutionären Erkenntnistheorie. In: Rupert Riedl, Manuela Delpos (Hrsg.): Die Evolutionäre Erkenntnistheorie im Spiegel der Wissenschaften. WUP-Universitätsverlag, Wien 1996, ISBN 978-3-85114-196-2, S. 200–225.
- Peter Meyer et al.: Evolutionary Theory and Human Social Institutions: Psychological Foundations. In: Peter Weingart et al. (Hrsg.): Human by Nature. Between Biology and Social Sciences. Lawrence Erlbaum Associates, Inc., New Jersey 1997, ISBN 0-8058-2154-6, S. 201–252.
- Peter Meyer: The Sociobiology of Human Cooperation: The Interplay of Ultimate and Proximate Causes. In: Johann van der Dennen et al. (Hrsg.): The Darwinian Heritage and Sociobiology. 1. Auflage. Praeger Publishers, Westport 1999, ISBN 0-275-96436-1, S. 49–65.
- Peter Meyer: Social Evolution. In: Franz M. Wuketits, Christoph Antweiler (Hrsg.): Handbook of Evolution. Volume I: The Evolution of Human Societies and Cultures (Band 2). 1. Auflage. Wiley-VCH Verlag, Weinheim 2003, ISBN 3-527-30839-3, S. 121–170.
- Peter Meyer: Grundlagen menschlicher Gewaltbereitschaft. Beiträge evolutionärer Forschung. In: Hans-Georg Soeffner, Wilhelm Heitmeyer (Hrsg.): Gewalt: Entwicklungen, Strukturen, Analyseprobleme. 3. Auflage. Suhrkamp Verlag, Frankfurt am Main 2004, ISBN 3-518-12246-0, S. 383–410.
- Peter Meyer: Cooperation Without Coercion. In: Heinz-Jurgen Niedenzu, Peter Meyer, Tamas Meleghy (Hrsg.): New Evolutionary Social Science: Human Nature, Social Behavior, and Social Change. Paradigm Publishers, London 2008, ISBN 1-59451-396-1, S. 79–88.